# Infiniminer
Infiniminer (auch: Infiniminer - the final blockening) ist ein 2009 von Zachary Barth entworfenes Open-World-Computerspiel. Größere Bekanntheit erlangte es als Inspiration für das von Markus Persson entwickelte Minecraft.

## Geschichte
Zachary Barth hatte schon während seiner Collegezeit, Jahre vor dem Entstehen Infiniminers, mehrere Spiele entwickelt, die außerhalb seiner kleinen Fangemeinde jedoch nur geringen Erfolg erzielten. Eines dieser Spiele war das von damals populären Ego-Shootern und Echtzeit-Strategiespielen inspirierte Infinifrag. Dieses verfügte bereits über eine dreidimensionale, aus würfelförmigen Blöcken bestehende Welt.
Nach seinem Collegeabschluss trat Barth eine Stelle bei Microsoft an. In seinen Arbeitspausen sowie seiner Freizeit arbeitete er zusammen mit einem Freund die Idee der Blockwelt Infinifrags weiter aus, legte den Fokus jedoch auf das Bauen/Abbauen der Blöcke anstatt des Bekämpfens anderer Spieler. Dem so neu entstandenem Spiel gab er aufgrund des Bergbauthemas (engl. mining) den Namen Infiniminer.
Nachdem die erste Version große Begeisterung auslöste, beschloss Barth, das Spiel weiterzuentwickeln und veröffentlichte in der Zeit von April bis Mai 2009 mehrere Aktualisierungen. In der Aktualisierung zu Version 1.5 vergaß er jedoch, das Programm zu obfuszieren. Dies führte dazu, dass jeder den Quellcode einsehen, verändern und ergänzen konnte, was in mehreren inoffiziellen Versionen sowie Spielmodifikationen resultierte.
Barth veröffentlichte daraufhin den Quelltext unter der MIT-Lizenz.

## Spielprinzip

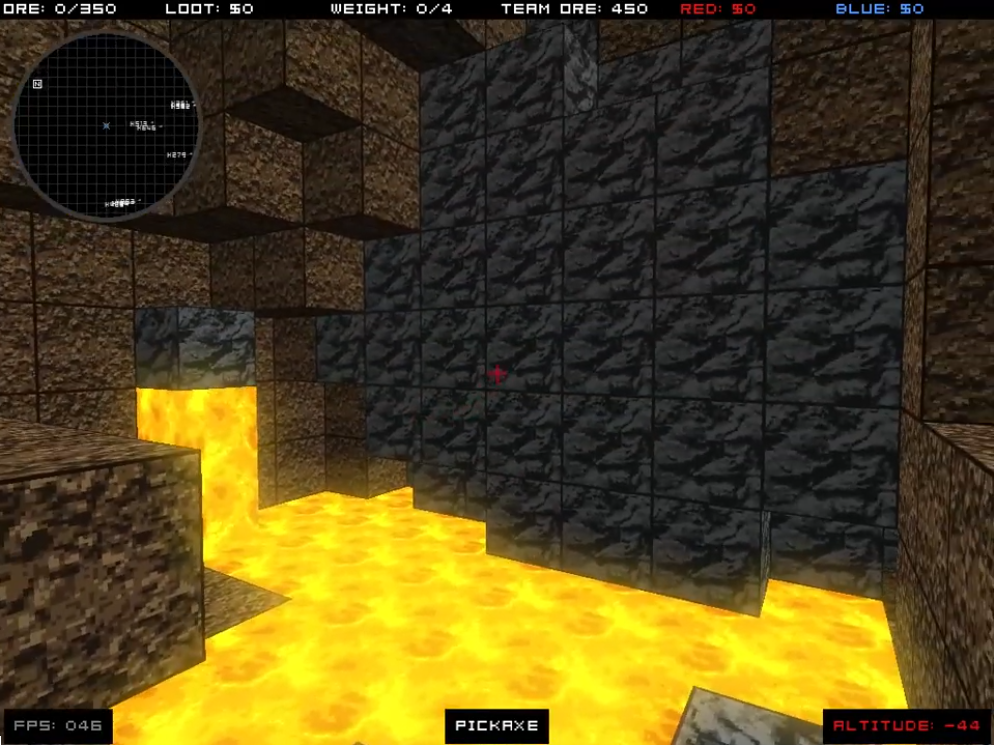
Szene aus dem Spiel. Zu sehen ist eine Höhle, deren Boden mit Lava bedeckt ist.

Die prozedural generierte zerklüftete Spielwelt besteht aus würfelförmigen Blöcken. Die meisten Block-Arten kommen nicht natürlich vor, sondern können nur vom Spieler gesetzt werden.
Gegenstand des Spiels ist der Wettstreit zwischen zwei Bergbauteams, Team Rot und Team Blau. Ziel des Spiels ist es, schneller als das gegnerische Team eine vorher festgelegte Menge Erz abzubauen. Dazu wählt jeder Spieler eine von vier Spielerklassen:
- Miner, ist besonders schnell im Abbauen von Blöcken
- Prospector
- Engineer, kann viele Blöcke wie z. B. Straßen bauen
- Sapper, kann als einzige Klasse TNT-Blöcke bauen und detonieren lassen

## Technik
Das Spiel ist durch ein ausgeprägtes Client-Server-Modell gekennzeichnet: Für jede Session muss mit dem Serverprogramm ein Server gehostet werden, selbst wenn alleine gespielt wird. Das Clientprogramm klinkt sich dann dort ein.

## Einfluss
Infiniminer gilt als das erste Computerspiel mit einer prozedural generierten Blockwelt, die frei verändert und erkundet werden kann. Somit ist es direkter Einfluss und Inspiration für alle nachfolgenden Spiele dieses Genres, wie Minetest oder Minecraft. Dessen Entwickler Markus Persson nannte Infiniminer mehrfach als Inspirationsquelle und nannte sein damals noch Cave Game bezeichnetes Spiel gar einen Infiniminer-Klon.